# 博里夫斯凱 (盧甘斯克州)
48°52′4″N 38°33′59″E / 48.86778°N 38.56639°E

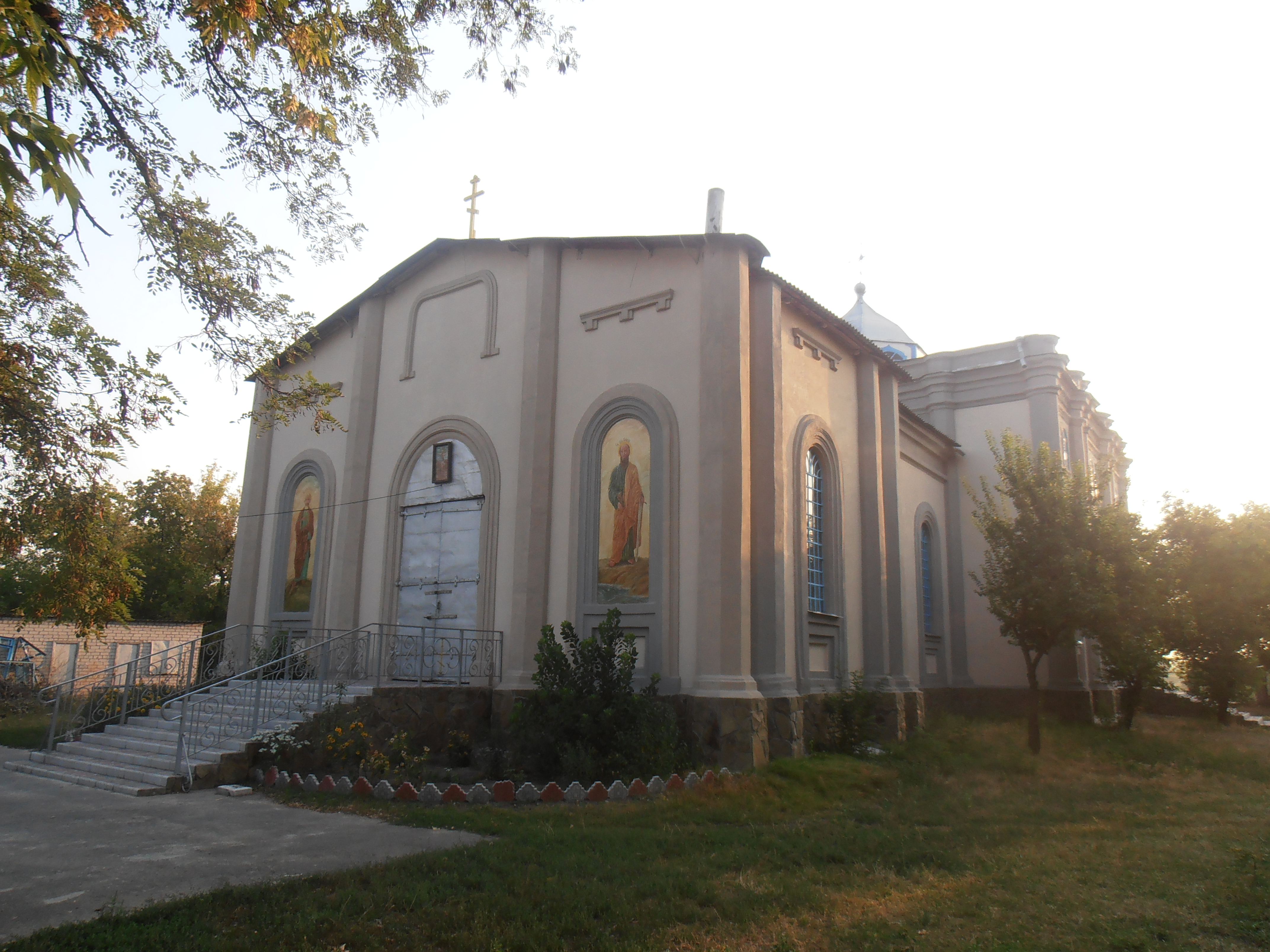

博里夫斯凱（羅馬化：Borivske）是位於烏克蘭東部的鎮，由盧甘斯克州北頓涅茨克區的北頓涅茨克市鎮負責管轄。該鎮始建於1640年，面積0.88平方公里，海拔高度52米，2012年人口5,928，人口密度每平方公里6,736.36人。